# Elise Reindahl
Anna Christina Elisabeth (Elise) Reindahl geb. Rullmann (*  26. März 1779 in Bremen; † 3. September 1825 in Bremen) war eine deutsche Dichterin und Schriftstellerin.

## Biografie
Elise Reindahl war die Tochter des Kirchendieners am Bremer Dom Jacob Ferdinand Rullmann (1774–1828). Die Vorfahren von Rullmann kamen aus Göttingen. Sie hatte einen älteren Bruder, den Maler und Kupferstecher Ludwig Rullmann (1765–1822). Sie heiratete 1800 Ferdinand Reindahl (1774–1928); das Paar hatte zwei Töchter.
Nach einer einfachen Schulbildung hat sich Elise Reindahl weitergebildet. 1819 veröffentlichte sie ihr erstes, 1815 verfasstes Werk mit patriotischem Inhalt und im zweiten Teil mit dem Trauerspiel in drei Aufzügen Eleonore Prochaska – Opfer der Vaterlandsliebe. Die Heldin Prochaska hatte verkleidet als Mann im Freikorps gegen die Truppen Napoleons gekämpft und war gefallen. 
Elise Reindahl schrieb außerdem Gedichte sowie Beiträge für einige Zeitschriften.

## Werke
- Blüthen des Gefühls, Bremen 1819
- Macht der Habsucht, Der Rautenkranz, Der Dichter, Die Entstehung der Rose und andere Gedichte, Sagen und Lieder im Bremischen Almanach von 1821 und von 1822
- Wahrheit und Phantasie, Bremen 1824
- Erzählungen in den Beyträgen zur Erfurter Erholung, in der Frauenzeitung und in der Zeitschrift Hammonia